# Pedro Augusto de Saxe-Coburgo e Bragança
Pedro Augusto de Saxe-Coburgo e Bragança (nome completo: Pedro Augusto Luís Maria Miguel Gabriel Rafael Gonzaga; Rio de Janeiro, 19 de março de 1866 — Tulln an der Donau, 6 de julho de 1934), cognominado "o Preferido" e "o Predileto", foi o neto mais velho do imperador Pedro II do Brasil, filho da princesa Leopoldina e do príncipe Luís Augusto, Duque de Saxe. Durante seus nove primeiros anos de vida, D. Pedro Augusto foi considerado o segundo na linha de sucessão ao trono brasileiro. Teve participação ativa nas tentativas de se subverter a constituição do Império em seu favor, reunindo em torno de si diversos partidários contrários a um terceiro reinado encabeçado pela tia. O fracasso de seus planos foi uma das principais causas dos transtornos mentais que o acometeriam desde a proclamação da república, até sua morte.
Dom Pedro Augusto foi o primeiro príncipe no mundo a graduar-se em Engenharia Civil, escrevendo diversos trabalhos sobre mineralogia. Tendo herdado o gosto do avô pelos estudos, foi membro do Institut de France, do Instituto Histórico e Geográfico Brasileiro e chegou a proferir uma conferência sobre minerais na conceituada Académie des Sciences, na França.
O príncipe acalentou a ideia de suceder ao avô até a queda do Império, em 1889 – atitudes que lhe valeram, no parlamento, o apelido de Príncipe Conspirador.

## Biografia

### Família e primeiros anos
Filho mais velho do príncipe Luís Augusto de Saxe-Coburgo-Gota, duque de Saxe, e de dona Leopoldina de Bragança, princesa do Brasil, dom Pedro Augusto também foi o primeiro neto do Imperador dom Pedro II e da imperatriz dona Teresa Cristina. Seus avós paternos foram o príncipe Augusto de Saxe-Coburgo-Gota e a princesa Clementina de Orléans (filha do rei Luís Filipe I de França).
Devido à falta de herdeiros por parte da Princesa Imperial e a um aborto espontâneo sofrido por dona Leopoldina em sua primeira gestação, havia uma grande expectativa em torno do nascimento de dom Pedro Augusto. Às vésperas do parto, o conselho de ministros, assim como representantes do legislativo, os Grandes do Império e todo o corpo diplomático foram avisados do grande acontecimento: "Havendo Sua Majestade o Imperador por bem que, quando S. A. a Sra. D. Leopoldina se achar próximo a dar à luz, seja de dia ou de noite, o Senhor príncipe ou princesa, cujo feliz nascimento se espera, os ministros de Estado, os conselheiros de Estado e os grandes do Império concorram ao palácio da residência de Sua Alteza, para o que lhes servirá de sinal uma girândola de foguetes soltada da Imperial Quinta da Boa Vista e correspondida por outra no morro do Castelo."

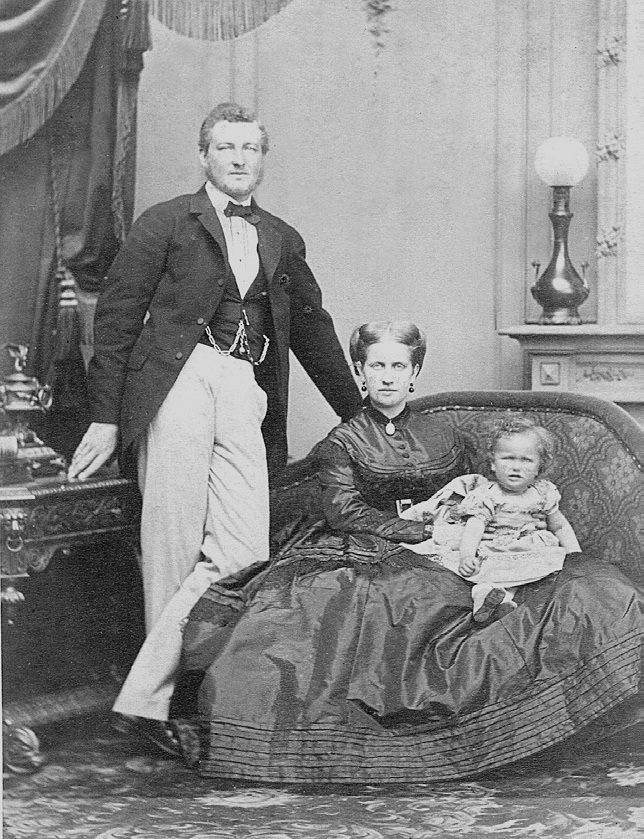
Pedro Augusto com seus pais, Leopoldina de Bragança e Luís Augusto de Saxe-Coburgo-Gota.

De fato, às 16:10 de 19 de março de 1866, no Palácio Leopoldina, "O Preferido" veio ao mundo. O nascimento foi anunciado com três foguetes lançados a partir do Palácio Imperial de São Cristóvão, seguidos por salvas de canhões das fortalezas e dos navios ancorados na barra. O batizado realizou-se em 4 de abril na Capela Imperial, tendo o príncipe como padrinhos o imperador dom Pedro II e a rainha dos franceses, Maria Amélia de Bourbon-Nápoles (representada pela avó, dona Teresa Cristina), cuja morte tinha ocorrido dezesseis dias antes e que não fora notificada, por causa da lentidão nas comunicações. Na Fala do Trono de 3 de maio daquele ano, o imperador discursava:
"Cheio de prazer vos annuncio o nascimento do príncipe D. Pedro, fructo do feliz consórcio de minha muito cara filha a princeza D. Leopoldina com o meu muito prezado genro o duque de Saxe."
Por força do disposto na convenção matrimonial entre a princesa Leopoldina e o duque de Saxe, o casal comprometia-se a residir parte do ano no Brasil enquanto o imperador não considerasse assegurada a sucessão da princesa Isabel. Assim, dom Pedro Augusto passou parte de sua primeira infância entre o Brasil e a Europa.

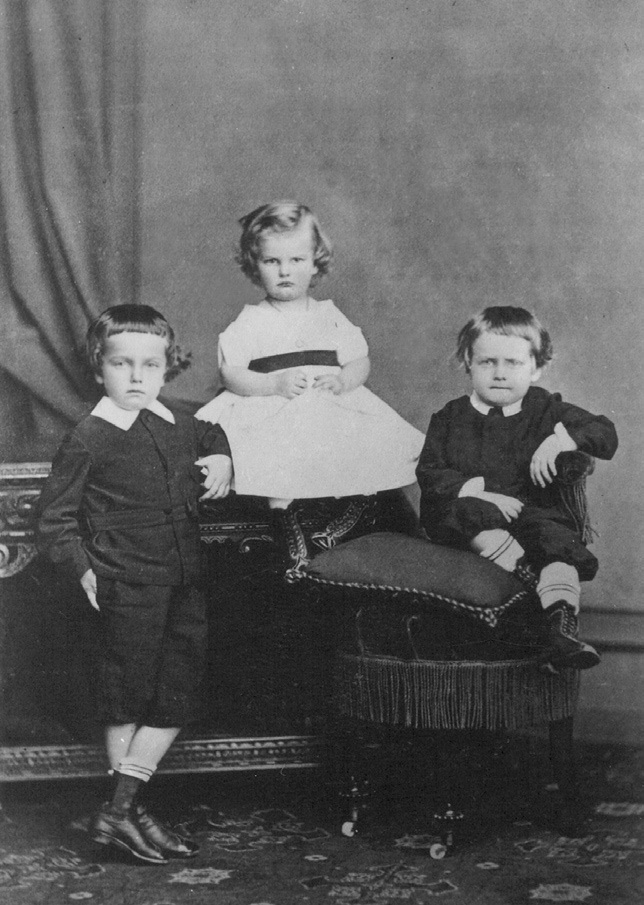
Dom Pedro Augusto com seus irmãos dom José (ao centro) e dom Augusto Leopoldo (à direita), em 1871.

Poucas semanas após o nascimento de seu quarto e último filho, o príncipe Luís Gastão, dona Leopoldina contraiu febre tifoide, morrendo em Viena em 7 de fevereiro de 1871, aos vinte e três anos de idade. Neste mesmo ano, o casal imperial faz sua primeira visita à Europa, onde um conselho de família decide que dom Pedro Augusto e seu irmão, dom Augusto Leopoldo, devem retornar para o Brasil, para serem educados pelos avós maternos.

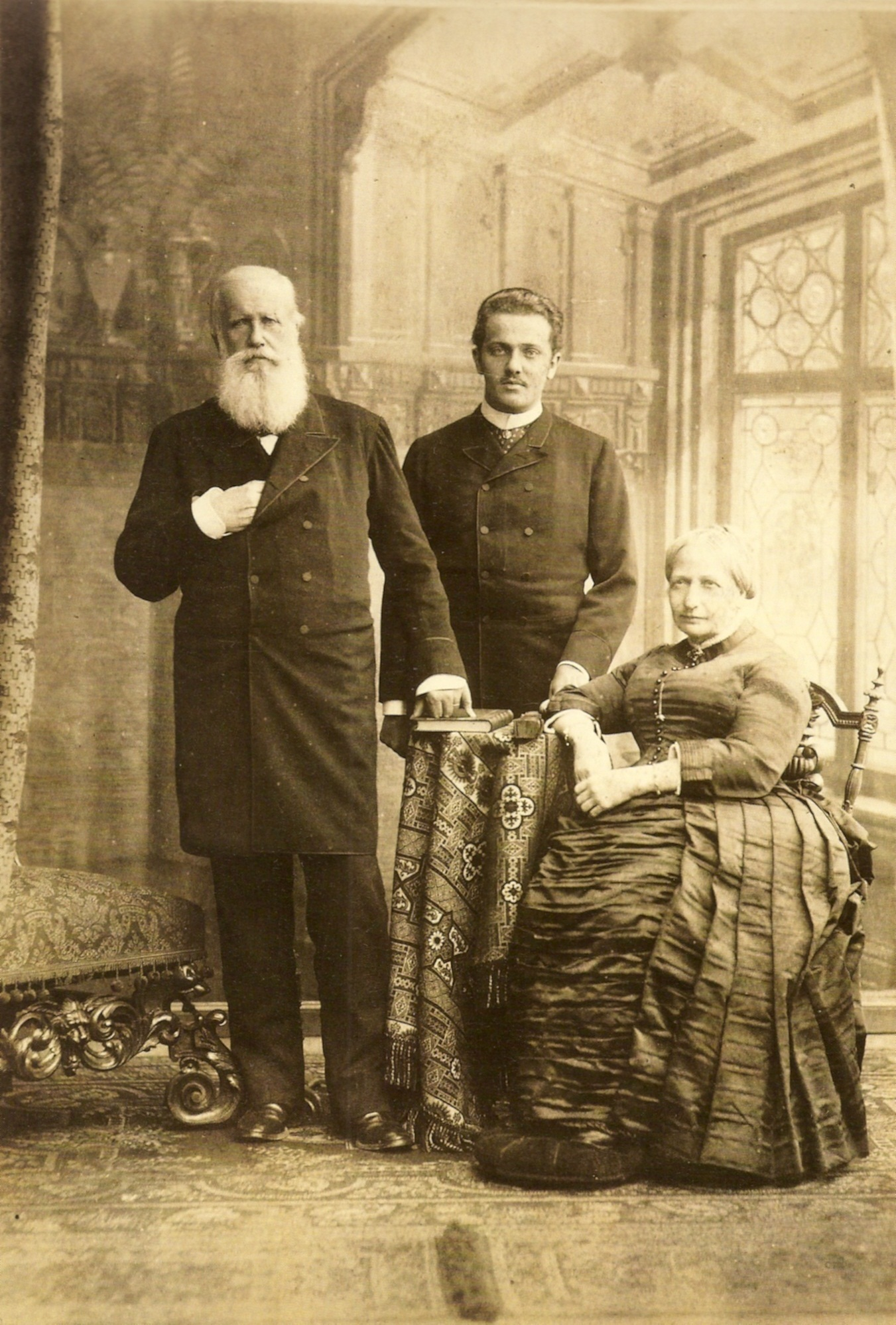
O Predileto entre seus avós maternos (1887)

A pedido do imperador o médico Manuel Pacheco da Silva, futuro barão de Pacheco, deixou suas funções como reitor do Externato Dom Pedro II para tornar-se preceptor dos netos, que  "(...) estão atrasados e falam pessimamente o português, apenas conhecem a língua alemã".
Aos oito anos, o jovem príncipe foi matriculado no Imperial Colégio de Pedro II, tornando-se bacharel em Ciências e Letras em 1881. Em 1 de abril de 1887, graduou-se em Engenharia Civil pela Escola Polytechnica, tendo já proferido uma conferência na Académie des Sciences. Estudioso como o avô, Pedro Augusto foi membro do Institut de France e autor de várias obras sobre mineralogia, tidas hoje como preciosidades.

### A sucessão imperial

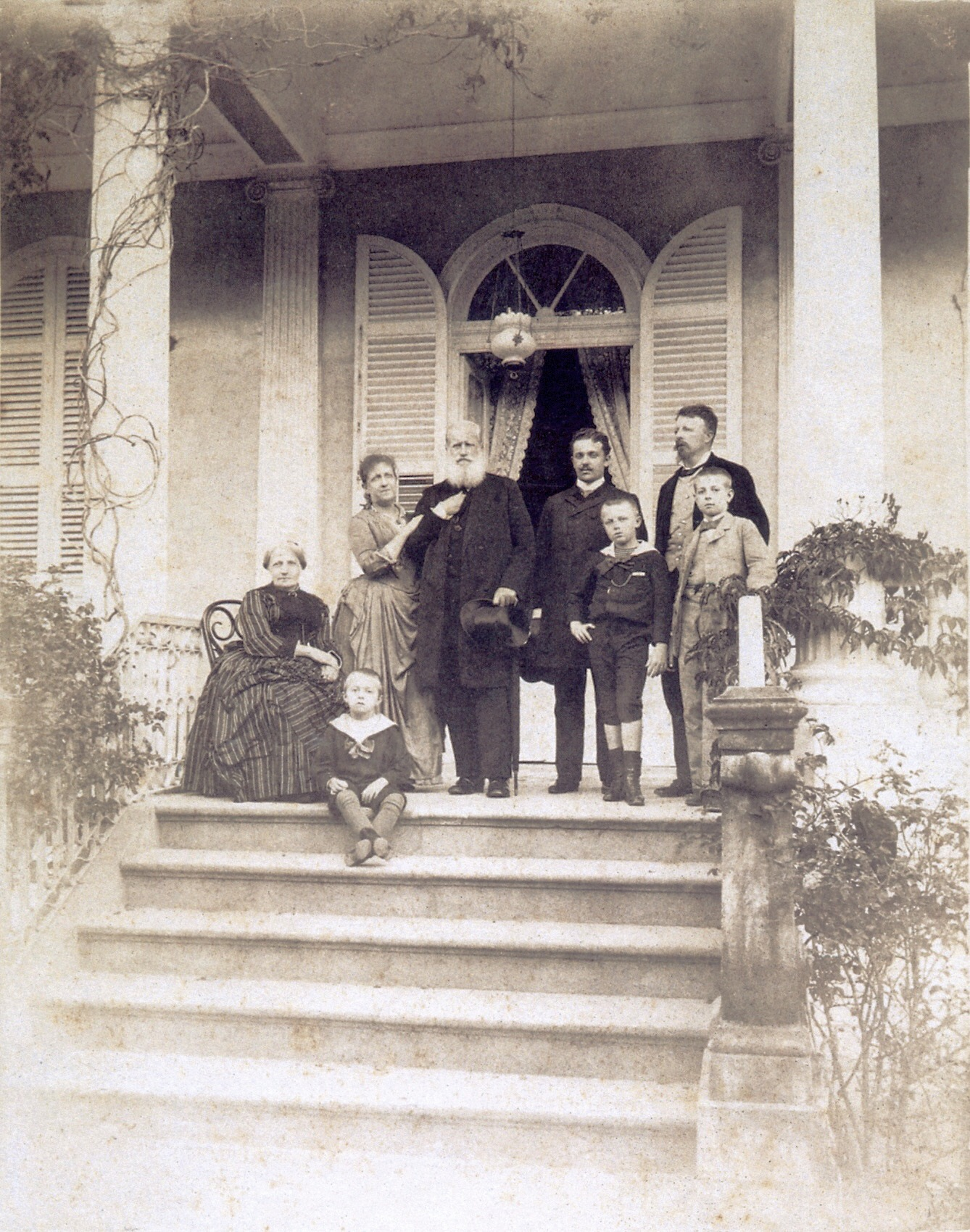
A Família Imperial em 1889. A partir da esquerda: dona Teresa Cristina, dom Antônio, dona Isabel, dom Pedro II, dom Pedro Augusto, dom Luís, Gastão de Orléans, Conde d'Eu e dom Pedro de Alcântara.

A aparente infertilidade da princesa dona Isabel elevou Pedro Augusto ao status de herdeiro presuntivo desde o dia de seu nascimento. Tido como neto predileto do imperador, a quem se ligou por laços de afeto e interesses comuns, o príncipe viu-se preterido na linha de sucessão ao trono aos nove anos de idade, com o nascimento do primo dom Pedro de Alcântara, a quem coube o título de Príncipe do Grão-Pará.
A mudança de contexto afetaria consideravelmente o comportamento de Pedro Augusto. Após o nascimento do primo e durante toda sua adolescência, o príncipe passou a sofrer de insônia, de intensas dores de cabeça, palpitações e tremores nas mãos. O recorrente medo da morte - temia estar infectado com a mesma doença que matara sua mãe - tornou-se uma preocupação para o pai e os avós.
A preferência do imperador pelo neto mais velho causava ciúmes à princesa imperial e alimentava as especulações sobre uma reviravolta na linha sucessória. A correspondência diplomática e a imprensa deixavam transparecer a divisão familiar e a rejeição da elite política ao alegado fanatismo religioso de dona Isabel e às pretensões de governo de Gastão de Orléans, Conde d'Eu, acabaram criando um partidarismo favorável a um III Reinado encabeçado por dom Pedro Augusto.
Instalado no Palácio Leopoldina, o príncipe tornava-se bastante popular, promovendo recepções e banquetes e chegando mesmo a formar uma corte informal em torno de si a quem presenteava com grande generosidade. As somas de dinheiro que pedia ao pai aumentavam consideravelmente, levando Luís Augusto a pedir explicações ao imperador:
"É incrível como gosta de gastar dinheiro e uma de suas cartas é cheia de pedidos de dinheiro e mais dinheiro. É triste porque, na sua idade, nem deve se preocupar deste assunto. Minhas ordens são para dar somente 200 réis por mês [...] Venho ainda pedir um esclarecimento a Majestade para não falar disto ao Pedro. Ele me pediu para dar-lhe 500 mil para despesas da viagem. Viagem planejada ou somente de imaginação de Pedro? Ele deseja também fazer um presente de um conto de réis a seu repetidor, ano passado não fez presente deste valor."
O Príncipe Conspirador, como era chamado no Parlamento, teve, segundo seus contemporâneos, ativa participação na campanha que pretendia promovê-lo ao trono em detrimento da tia e do primo. Seu maior mentor nesta época e um de seus maiores entusiastas foi o conselheiro Sousa Dantas, presidente do conselho de ministros entre 1884 e 1885. Na Europa, onde esteve com os avós entre 1887 e 1888, Eduardo Prado e o barão de Estrela encarregavam-se de orientá-lo e de fazer propagar suas virtudes em contraste com os "defeitos" de dona Isabel.
Com efeito, em sua tournée europeia, dom Pedro Augusto foi recebido com as pompas de sucessor de dom Pedro II em todos os países e casas reais por onde passou e sua popularidade crescia a olhos vistos. Na França, foi agraciado por Sadi Carnot com a grã-cruz da Legião de Honra; em Portugal, o rei dom Luís I concedeu-lhe a grã-cruz da Ordem da Torre e Espada. O retorno ao Brasil aprofundou a crise silenciosa no seio da Família Imperial. O apoio ao príncipe crescia em número e em peso político: o barão de Maia Monteiro, o conde de Figueiredo, o marquês de Paranaguá - entre outros políticos de renome - e até mesmo a própria imperatriz tornaram-se seus partidários. Ao entusiasmo do príncipe fazia contraponto as palavras proféticas de seu irmão, dom Augusto: "Deixa disso, que a sucessão não é da carola [dona Isabel], nem do maneta [o Príncipe do Grão-Pará], nem do surdo [o conde d'Eu], nem tua também."

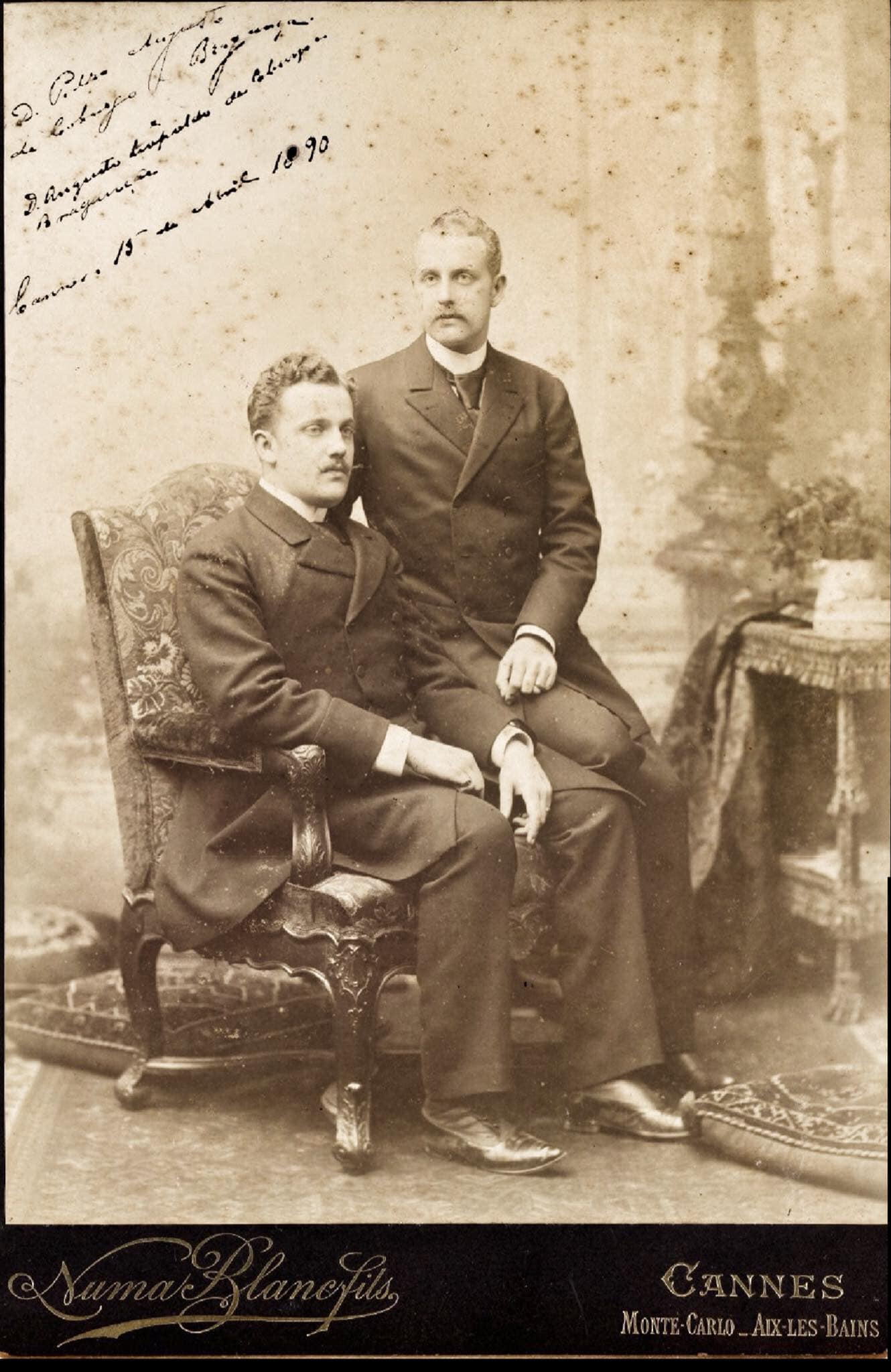
Dom Pedro Augusto (à direita) e dom Augusto Leopoldo no exílio em Cannes, em 1890.

### República e exílio
Dom Pedro Augusto tomou conhecimento do golpe militar que resultou na Proclamação da República horas depois do ocorrido, quando retornava de um passeio a cavalo. Alegando ter ido pedir orientação aos seus partidários, demorou a unir-se com o restante da família, só chegando ao Paço Imperial - que já se encontrava cercado por homens do exército - no final da tarde do dia 15 de novembro.

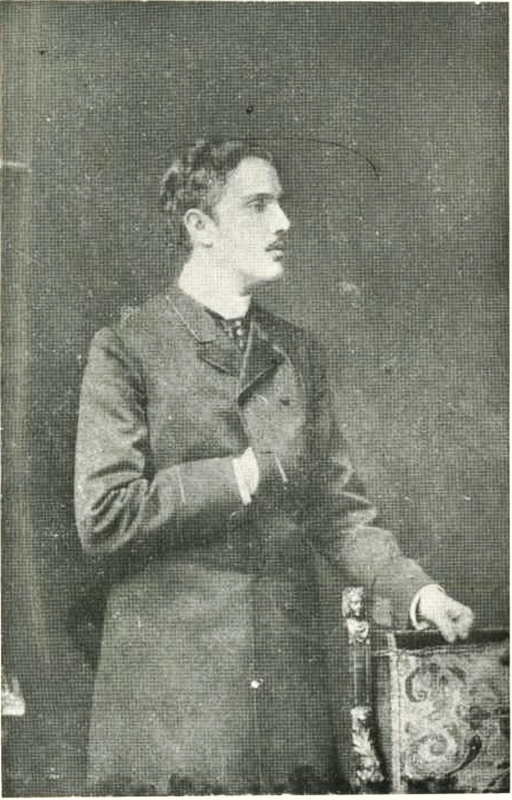
Dom Pedro Augusto em Paris (1890)

Obrigados pelo governo provisório a seguir para o exílio na madrugada do dia 17 de novembro, todos os membros da Família Imperial - com exceção de dom Augusto, então em viagem de circum-navegação com a Armada Imperial no Oriente - foram embarcados no vapor Alagoas e escoltados pelo Couraçado Riachuelo até o limite das águas territoriais brasileiras. Foi a bordo do Alagoas que o príncipe apresentou o seu primeiro surto psicótico, tentando esganar o comandante do navio, a quem acusava de ter recebido dinheiro para eliminar a todos. Contido e preso em seu camarote, foi acometido de delírios persecutórios, chegando a envolver seu corpo numa boia salva-vidas, temendo que o navio fosse bombardeado. Alternando momentos de excitação e de letargia, Pedro Augusto jogava garrafas ao mar com pedidos de socorro. Há registros de ao menos uma dessas mensagens, encontrada numa garrafa na praia de Maragogi, no litoral de Alagoas:
"Bordo do Alagoas, 23 de novembro de 1889, às 11 horas da manhã.
A família imperial fiada nos compromissos do Governo Provisório e coagida a partir, a pretexto de segurança, no dia 17, às 3 horas no cruzador Parnaíba, onde escrevemos várias cartas e que a conduziu à enseada do Abraão onde logo embarcou a bordo deste vapor, dirigido pelo Riachuelo, dizendo-se que iam para Lisboa, acha-se bem como sua comitiva, em posição crítica e decerto, segundo penso, está condenada toda e todos a uma morte violenta. O perigo é grande. Nas águas de Pernambuco vagando ao acaso. Meu Deus!
D. Pedro Augusto de Coburgo e Bragança."

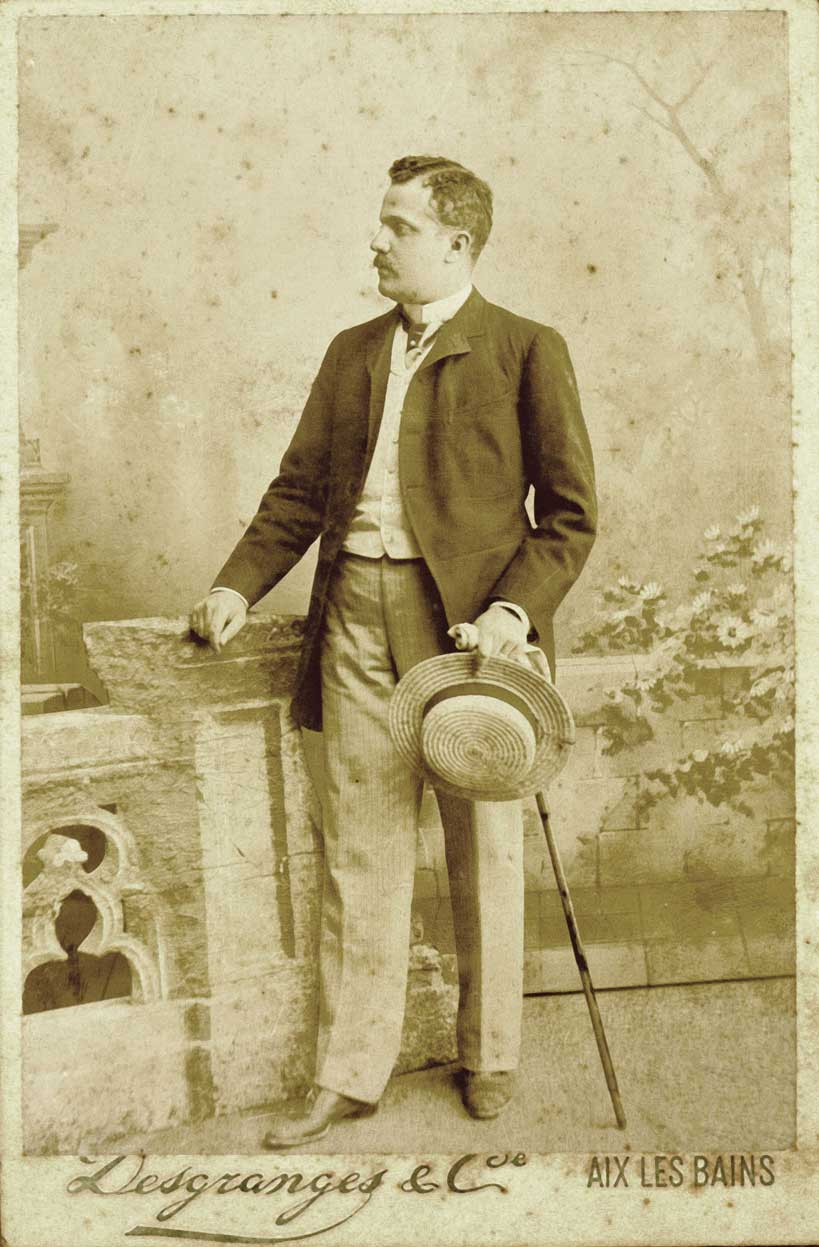
Uma rara foto do Príncipe na fase adulta.

Já no exílio, Pedro Augusto é levado para tratamento psiquiátrico em Graz. Poucas semanas depois recebe alta e vai ao encontro dos avós quando, então, recebe a notícia da morte de dona Teresa Cristina, a única aliada familiar em suas pretensões ao trono. Com a transferência da família para Cannes, passa a contactar antigos partidários e a planejar a restauração monárquica no Brasil. Entretanto, sua situação psicológica voltou a se deteriorar e os poucos conspiradores monarquistas ainda ativos logo se afastaram do príncipe.

### Loucura e morte
Com o abandono dos chamados "pedristas", os sintomas psiquiátricos de Pedro Augusto se agravaram progressivamente. Passava as noites em claro, não se alimentava, balbuciava palavras incompreensíveis ou vociferava contra inimigos imaginários. Com frequência os criados do Palácio Coburgo o encontravam em seus aposentos acocorado a um canto com o olhar vidrado e espumando pela boca.
Os poucos amigos que lhe restaram tentavam, em vão, ajudá-lo. A pedido do médico Jean Charcot, o jovem foi examinado pelo famoso Sigmund Freud, conforme registrou dom Augusto Leopoldo em carta enviada ao barão de Santa Vitória:
"Quero agradecer a visita do jovem Doutor Sigmund Freud enviado pelo bom Dr. Jean Charcot. Na sua opinião, não havia por parte de meu irmão nenhum sintoma monomaníaco, ou de excitação descontrolada,  constituindo-se unicamente de profunda depressão e infelicidade. O que sentiu é que está esgotado, recomendando, por enquanto, muito repouso."

Embora tenha recuperado a razão, o jovem não recuperou o apoio de seus antigos correligionários, que acabaram investindo em seu irmão como pretendente ao trono extinto. Com a morte de dom Pedro II, em 5 de dezembro de 1891, a melancolia e as manias de perseguição voltaram à cena: acusava os tios - a princesa Isabel e o conde d'Eu - de espalharem rumores sobre sua sanidade mental, acusava os jornalistas de colocarem em dúvida sua masculinidade e seus aliados de traição.

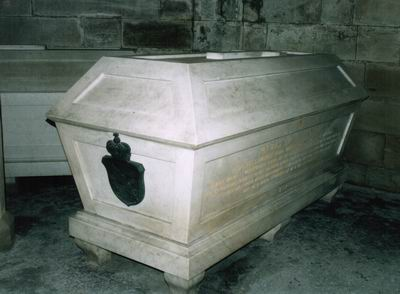
Túmulo do príncipe, em Coburgo.

Em outubro de 1893, artigos publicados em jornais franceses e argentinos - dando conta ora da aclamação de seu primo dom Pedro de Alcântara como imperador do Brasil ora a aclamação de dom Augusto Leopoldo - levaram Pedro Augusto à beira de um colapso. Envergando as placas e bandas de todas as ordens com que fora agraciado, o príncipe saiu cavalgando pelas ruas de Viena no meio da madrugada, acometido dos antigos delírios persecutórios. Após ser contido e reconduzido ao Palácio Coburgo tentou o suicídio, atirando-se por uma das janelas de seu quarto.
Internado pelo pai num sanatório em Tülln an der Donau, O Predileto passou o resto de sua vida acreditando que se tornaria imperador do Brasil. Em 25 de abril de 1900, todos os seus objetos pessoais foram leiloados em Viena. Morreu em 6 de julho de 1934, aos 68 anos de idade e mais de 40 anos de internação. Seu corpo foi sepultado na cripta da St. Augustinkirche, em Coburgo.

## Literatura
- Trabalhos de mineralogia e numismática - Aspectos da vida de um Príncipe Brasileiro, reeditado em 1958 pela Livraria Martins Editora.[47]

## Títulos, Estilos e Honrarias

### Títulos e Estilos
- 19 de março de 1866 — 7 de fevereiro de 1871: Sua Alteza Real, o Príncipe Pedro Augusto de Saxe-Goburgo-Gota, Duque da Saxônia
- 7 de fevereiro de 1871 — 3 de julho de 1921: Sua Alteza Real, o Príncipe Pedro Augusto do Brasil, Príncipe de Saxe-Coburgo-Gota, Duque da Saxônia
- 3 de julho de 1921 — 6 de julho de 1934: Sua Alteza Real, o Príncipe Pedro Augusto do Brasil, Príncipe de Saxe-Coburgo-Gota, Príncipe de Koháry, Duque da Saxônia

### Honrarias
Grã-Cruz da Imperial Ordem do Cruzeiro
 Grã-Cruz da Imperial Ordem de Pedro Primeiro
 Grã-Cruz da Imperial Ordem da Rosa
 Grã-Cruz da Ordem da Torre e Espada
 Grã-Cruz da Ordem de Leopoldo da Bélgica
 Grã-Cruz da Ernestina Casa Ducal de Saxe
 Grã-Cruz da Legião de Honra da França
 Grã-Cruz da Ordem de Santo Alexandre da Bulgária